# Pulitzer József Kollégium

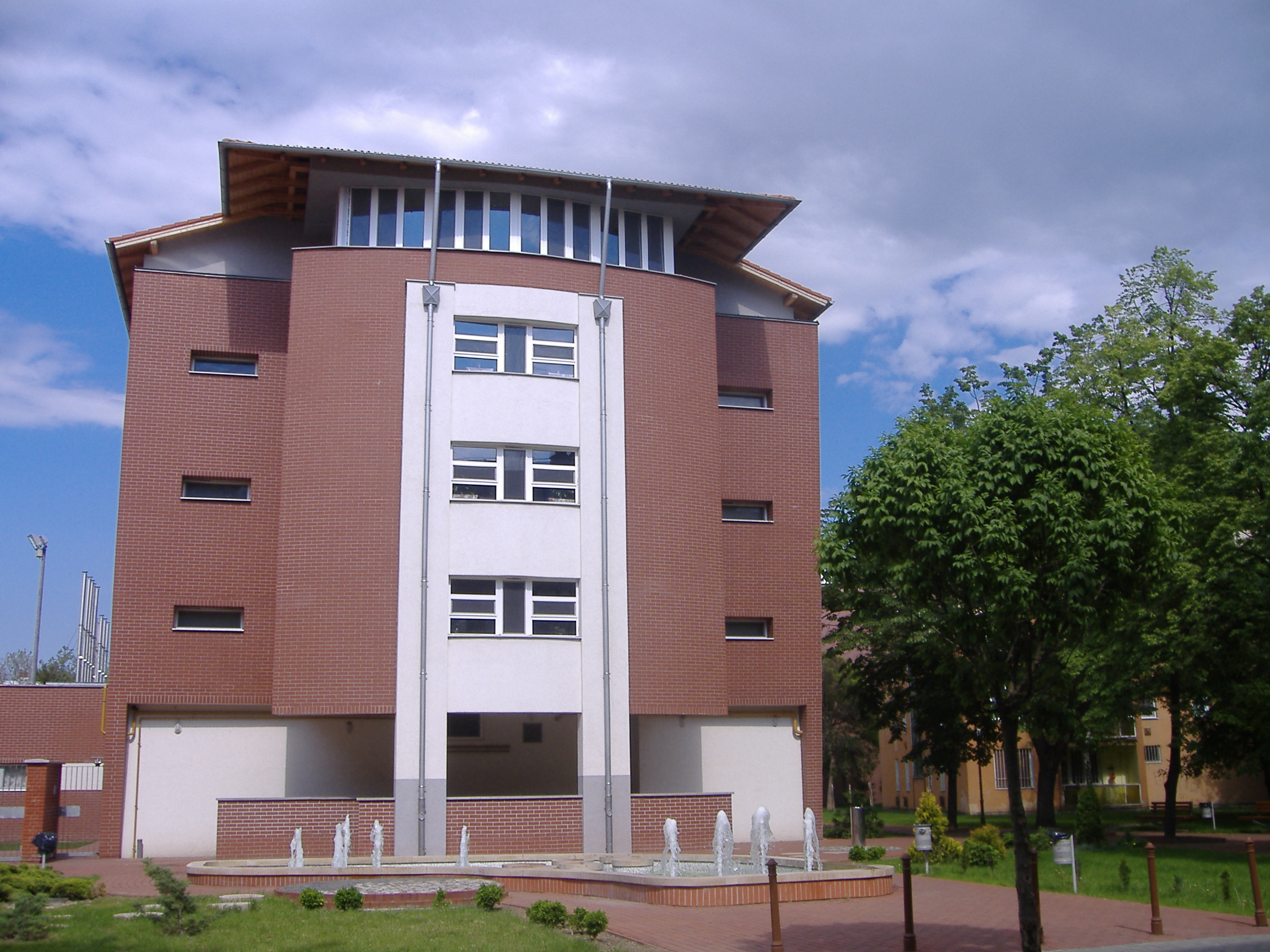
A kollégium épülete

A Pulitzer József Kollégium egy diákok tanév alatti elhelyezését biztosító, a szorgalmi időszakon kívül háromcsillagos turistaszálláshelyként működő épület Makón, a Posta utcában.
A korábbi, azonos helyen álló kollégium lapostetős, kék-fehér színkombinációjú épület volt, amely az Erdei Ferenc Kereskedelmi és Közgazdasági Szakközépiskola diákjait szállásolta el. Makó város önkormányzata 2005-ben összesen 1,43 milliárd forint értékű címzett támogatást nyert az akkori kormánytól; az összegből felújították és átépítették az épületet. Az új intézményt 2005 szeptemberében avatták fel, névadója a városban született világhírű újságíró, Pulitzer József lett. A felújítás óta a kollégium a város öt középiskolája közül négy diákságának ad szállást (a Szent István Egyházi Általános Iskola és Gimnázium saját intézménnyel - Szent Gellért Diákotthon - rendelkezik).
Az épület felújítási tervét Takács János és Török Csongor készítette el. A fővállalkozó a Ferroép Zrt. volt, a cég kivitelezte az építészeti, gépészeti és elektromos rekonstrukciót. A nyeregtetőt kapott épület két- és háromágyas hálószobáit törésbiztos bútorokkal szerelték fel, külön orvosi szobát alakítottak ki. Az intézmény a felújítás után 214 férőhelyes, 78 szobás lett. Konyhájának kapacitása napi 3000 adag étel, az éttermi férőhelyek száma 320 fő. Az átadáskor 168 diák volt a kollégium lakója. Itt kapott helyet a diákönkormányzat és itt szerkesztik a Makói Fiatalok Lapját, a helyi diákújságot is; az ebédlőben nagyképernyős plazmatelevízió szolgálja a kollégisták szórakozását. A kertészeti munkálatokat a makói Kommunális és Közbeszerzési Kht. végezte: parkosították az épület környékét, utcabútorokat helyeztek ki, térburkolatot kaptak a járdák és az udvar is. Az avatóünnepségen Lamperth Mónika belügyminiszter, Frank József, a megyei közgyűlés elnöke és Savanya Sándor iskolaigazgató mondott beszédet.
A beruházás keretein belül felépült a középiskola új, kilencszáz fő befogadására alkalmas tornacsarnoka is a kollégium tőszomszédságában, és műanyag borítású szabadtéri kosárlabdapályát is kialakítottak. A teljes hasznos alapterület 5862 m² lett.
Az új épület díszítésére Kalmár Márton szobrászművész és Kovács Keve János üvegfestő kapott felkérést az országos zsűritől; közösen megvalósított alkotásuk a bejárat melletti, Pulitzer szakmai pályáját szimbolizáló kompozíció, amely krómacélból és biztonsági üvegből készült. Ugyanitt helyezték el Kiss Jenő Ferenc makói szobrász alkotását, a sajtócézárt ábrázoló domborművet. Az épület belsejében kapott helyet Kovács Keve János Időkerék nevet viselő alkotása, egy színezett, festett, szitázott ólomüveg ablak. Bodó Jenő és Kalmár Márton Életfa című alkotása is itt tekinthető meg. A Posta utcán kialakított szökőkutat Karsai Ildikó grafikus tervezte.